# Ramin Yahyapour
Ramin Yahyapour (* 16. April 1972 in Dortmund) ist ein deutscher Informatiker.

## Leben
Nach dem Studium der Elektro- und Informationstechnik an der Technischen Universität Dortmund und der Promotion bei Uwe Schwiegelshohn und Burkhard Monien in Elektrotechnik 2002 in Dortmund war er von 2009 bis 2011 ordentlicher Professor für Angewandte Informatik an der Universität Dortmund. Von 2007 bis 2011 leitete er das IT & Medien Centrum der Universität Dortmund.
Seit 2011 ist er ordentlicher Professor für Praktische Informatik an der Georg-August-Universität Göttingen und leitet die Gesellschaft für wissenschaftliche Datenverarbeitung mbH Göttingen (GWDG). Seit 2014 ist er zusätzlich Chief Information Officer der Universitätsmedizin und Universität Göttingen.
Seine Forschungsschwerpunkte sind verteilte Serviceinfrastrukturen, Verwaltung von Forschungsdaten, High Performance Computing, Ressourcenmanagement und Terminplanung und eWissenschaft.

## Schriften (Auswahl)
- Literaturverzeichnis: https://dblp.org/pid/05/3824.html
- Design and evaluation of job scheduling strategies for grid computing. 2002.
- Design and evaluation of job scheduling strategies for grid computing. Aachen 2003, ISBN 3-8322-1079-2.
- mit Uwe Schwiegelshohn: Analysis of first come first serve parallel job scheduling. Dortmund 2003.
- mit Carsten Ernemann und Baiyi Song: User Group-based Workload Analysis and Modelling. Dortmund 2006.